# The End of Silence (album)
The End of Silence è il terzo album in studio del gruppo musicale statunitense Rollins Band, pubblicato nel 1992.

## Tracce
1. Low Self Opinion – 5:18
2. Grip – 4:50
3. Tearing – 4:58
4. You Didn't Need – 5:30
5. Almost Real – 8:03
6. Obscene – 8:50
7. What Do You Do – 7:22
8. Blues Jam – 11:46
9. Another Life – 4:39
10. Just Like You – 10:57

## Formazione
- Henry Rollins – voce
- Chris Haskett – chitarra
- Andrew Weiss – basso
- Sim Cain – batteria